# NWA World Tag Team Championship (Minneapolis version)
La NWA World Tag Team Championship fue un campeonato de lucha libre profesional que fue defendido en parejas y tuvo existencia desde 1957 hasta agosto de 1960, cuando la American Wrestling Association entró en existencia.

## Lista de campeones
| Luchadores:                                     | Reinados juntos: | Fecha:                  | Lugar:                | Notas: |
| ----------------------------------------------- | ---------------- | ----------------------- | --------------------- | --- |
| NWA World Tag Team Championship                 |                  |                         |                       | |
| The Kalmikoffs (Ivan & Karol Kalmikoff)         | 1                | 8 de enero de 1957      | Mineápolis, Minnesota | Derrotaron a Fritz Von Erich & Karl Von Schober en la final de un torneo. |
| Joe & Guy Brunetti                              | 1                | 26 de febrero de 1957   | Mineápolis, Minnesota | |
| The Kalmikoffs (Ivan & Karol Kalmikoff)         | 2                | 6 de junio de 1957      | Mineápolis, Minnesota | |
| Mitsu Arakawa & Kinji Shibuya                   | 1                | 13 de agosto de 1957    | Mineápolis, Minnesota | |
| Joe & Guy Brunetti                              | 2                | 26 de noviembre de 1957 | Mineápolis, Minnesota | |
| Atomic Blonds (Johnny Valentine & Chet Wallick) | 1                | 10 de diciembre de 1957 |                       | |
| Verne Gagne & Bronko Nagurski                   | 1                | 26 de diciembre de 1957 | Mineápolis, Minnesota | |
| Doc & Mike Gallagher                            | 1                | 22 de marzo de 1958     | Saint Paul, Minnesota | Hard Boiled Haggerty y Kinji Shibuya derrotaron a The Gallaghers el 22 de abril de 1958, pero los títulos fueron devueltos una semana más tarde, luego de la cuestionable decisión del árbitro Ilio DiPaolo. |
| Verne Gagne & Leo Nomellini                     | 1                | 15 de mayo de 1958      | Mineápolis, Minnesota | |
| Doc & Mike Gallagher                            | 2                | 1958                    |                       | |
| Fritz Von Erich & Hans Hermann                  | 1                | 1 de julio de 1958      |                       | |
| Título vacante                                  | Título vacante   | 1958                    | N/A                   | Campeonato vacante. |
| Reggie & Stan Lisowski                          | 1                | Noviembre de 1958       |                       | Ganaron un torneo. |
| Herb & Seymour Freeman                          | 1                | 15 de enero de 1959     | Mineápolis, Minnesota | |
| Reggie & Stan Lisowski                          | 2                | 22 de enero de 1959     | Mineápolis, Minnesota | |
| Ivan & Karol Kalmikoff                          | 3                | 5 de marzo de 1959      | Mineápolis, Minnesota | En abril de 1959, Ivan entregó su mitad a Baron Gattoni antes de su lesión. |
| Verne Gagne & Butch Levy                        | 1                | 5 de abril de 1959      | Mineápolis, Minnesota | |
| Ivan & Karol Kalmikoff                          | 4                | Junio de 1959           |                       | Concedido porque Gagne está de gira. |
| Butch Levy & Leo Nomellini                      | 1                | 14 de julio de 1959     | Mineápolis, Minnesota | |
| Título vacante                                  | Título vacante   | 1959                    | N/A                   | Nomelli regresó a San Francisco 49ers en 1959. |
| Murder, Inc. (Stan Kowalski & Tiny Mills)       | 1                | 5 de marzo de 1960      | N/A                   | La promoción de Mineápolis se retira de la NWA y forma la American Wrestling Association en mayo, pero sigue reconociendo a los campeones de la NWA.                                                         |
| Verne Gagne & Leo Nomellini                     | 2                | 19 de julio de 1960     | Mineápolis, Minnesota | |
| Murder, Inc. (Stan Kowalski & Tiny Mills)       | 2                | Agosto de 1960          | Mineápolis, Minnesota | Consiguen los campeonatos cuando Nomellini vuelve al fútbol. Luego de un tiempo son reconocidos como los primeros Campeones en parejas de la AWA, cuando la AWA deja de reconocer a los campeones de la NWA. |